# Комплекс мальовничих скель з лісонасадженнями на горі Сигла і Широка Сигла
Ко́мплекс мальовни́чих скель з лісонаса́дженнями на горі́ Си́гла і Широ́ка Си́гла — комплексна пам'ятка природи місцевого значення в Україні. Об'єкт природно-заповідного фонду Львівської області.

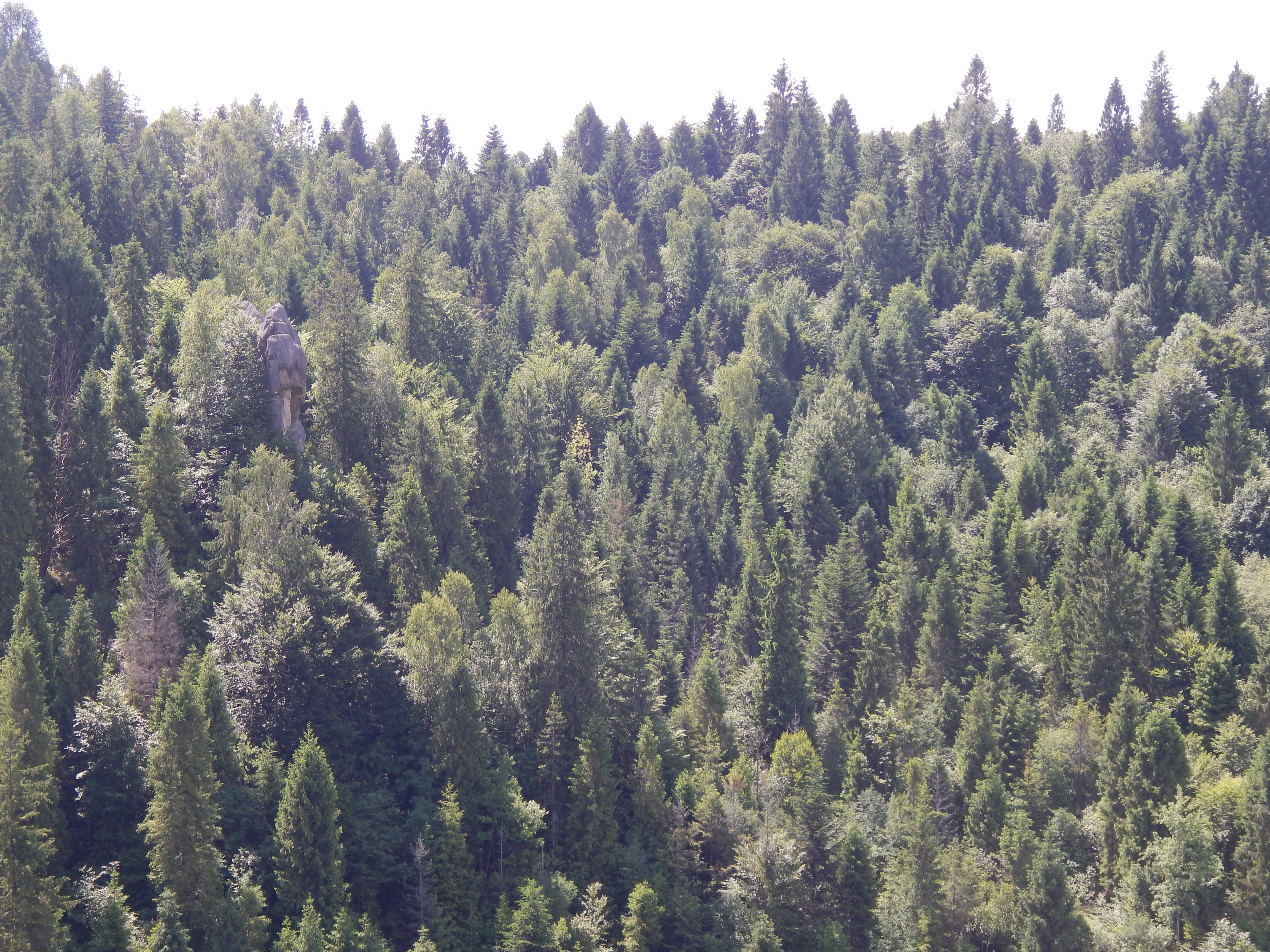
Скелі серед хвойного лісу

Розташована в межах Сколівського району Львівської області, неподалік від сіл Дубина і Кам'янка.
Площа 15,7 га. Статус надано згідно з рішенням Львівської облради від 9.10.1984 року № 495. Перебуває у віданні ДП «Сколівський лісгосп» (Дубинське л-во, кв. 18, діл. 1, 2, 9, 10).
Статус надано для збереження комплексу мальовничих сланцевих скель серед хвойних насаджень на схилах гір Сколівських Бескидів.